# Sint-Jozefkapel (Thorn)
De Sint-Jozefkapel is een kapel in Thorn in de Nederlandse gemeente Maasgouw. De kapel staat aan de Baarstraat ten noordoosten van het dorp en ten oosten van buurtschap Baarstraat.
Op ongeveer 375 meter naar het zuidoosten staat de Sint-Petruskapel, op ruim 250 meter naar het noordoosten staat de Onze-Lieve-Vrouw-van-Rustkapel en op ongeveer 450 meter naar het westen staat de Heilige-Familiekapel.
De kapel is gewijd aan de heilige Jozef van Nazareth.

## Geschiedenis
In het bos achter het klooster Hagenbroek stond vroeger een kapel, maar werd regelmatig vernield en in de jaren 1960 afgebroken.
In 2007 begon met het plan om een nieuwe Sint-Jozefkapel te bouwen, maar deze kreeg een andere vorm dan de verdwenen kapel. Deze kapel zou niet in het bos worden gesitueerd, maar aan de Baarstraat, enkele honderden meters verder. Een leerling-metselaar van de Gilde Opleidingen in Roermond metselde op het schoolterrein de kapel, waarna de kapel met een vrachtwagen naar de beoogde locatie werd gebracht. De school verzorgde ook het timmerwerk van de spits. Met een kraan werd de kapel op het eerder gestorte betonnen fundament geplaatst. Op 18 maart 2012 werd de kapel ingezegend op de naamdag van de heilige.

## Bouwwerk
De bakstenen kapel is een niskapel op een rond plattegrond van beton en wordt gedekt door een zinken kegeldak. Aan drie kanten heeft de kapel een segmentboogvormige opening waarin traliewerk is aangebracht. Boven de middelste opening toont een gevelsteen de tekst ST. JOZEF.